# Cujoši Kunieda
Cujoši Kunieda (japonsko 国枝 強), japonski nogometaš, 18. september 1944, Hirošima, Japonska.
Za japonsko reprezentanco je odigral dve uradni tekmi.